# The Real Tuesday Weld
The Real Tuesday Weld — инди-поп-группа из Великобритании, возглавляемая музыкантом Стивеном (Стефен) Коутсом. Группа исполняет музыку с элементами мюзик-холла, дарк-кабаре, электро-свинга, лаундж и электронной музыки. Назван коллектив в честь американской актрисы Тьюсдей Уэлд (род. 1943).

## Дискография

### Альбомы
- At The House Of The Clerkenwell Kid, (2001)
- Where Psyche Meets Cupid, (2001)
- I, Lucifer, (2002)
- Les Aperitifs et Les Digestifs, (2004)
- The Return of the Clerkenwell Kid, (2005)
- "Dreams That Money Can Buy", (2006)
- The London Book of the Dead, (2007)
- At the End of the World, (2008)
- The Last Werewolf A Soundtrack,(2011)
- In Memorium, (2014)

### EPs
- L'amour et la morte, (2001)

### Синглы
- Trojan Horses (1999)
- The Valentine EP (2000)
- I Love The Rain (7") (2001)
- Am I in Love? (2001)
- The Meteorology Of Love (2002)
- The Ugly and the Beautiful, (2004)
- Bathtime in Clerkenwell, (2004)
- Still Terminally Ambivalent Over You, (2005)
- Don't Get High No More, (2019)